# الحركة الكشفية في الأوروغواي
الحركة الكشفية في الأوروغواي هي المنظمة الكشفية الوطنية في الأوروغواي، تأسست الحركة الكشفية في الأوروغواي عام 1947 وأصبحت عضوا في المنظمة العالمية للحركة الكشفية في عام 1950. جامعة ولاية ميشيغان لديها 1549 عضوا (اعتبارا من 2011).
اندمجت رابطة كشافة الأوروغواي ورابطة كشافة الأوروغواي الكاثوليكية لتشكيل الحركة الكشفية في الأوروغواي في عام 1994.

## روابط خارجية
- الصفحة الرسمية للحركة الكشفية في الأوروغواي
- الصفحة الرئيسية الرسمية لمجموعة الكشافة الأوروغواي